# Statuia lui Mihai Eminescu din Montreal
Statuia lui Mihai Eminescu este un monument din zona Plateau-Mont-Royal din Montréal, Québec, Canada.

## Prezentare generală
Monumentul lui Mihai Eminescu a fost creat de Vasile Gorduz și a fost dezvăluit la 19 septembrie 2004. Evenimentul a marcat și sărbătorirea a 100 de ani de prezență românească în Canada și 35 de ani de relații canadiano-române. Statuia este situată în Place de la Roumanie (Piața României), într-un mic parc situat între rue Sewell, rue Clark, rue St. Cuthbert și Avenue des Pins.

## Despre monument
- Dan Hăulică: „Dincolo de încordările specifice romantismului, statuia pe care Gorduz i-a închinat-o poetului (Mihai Eminescu) închipuie o siluetă purtată de vîntul tăriilor, care însă îi asumă geniului umilitatea generoasă, care să-i proiecteze un aer creștin. Visul, cu blîndețe îndurătoare, a trecut peste sfidările contingentului, iar statuia pare a aștepta o judecată de apoi a sufletelor, în care să-i triumfe radios neprihănirea[...].[2]
- Sorin Dumitrescu: Vasile Gorduz a dăruit culturii spirituale românești „ipostaza mistică a geniului eminescian. El a reușit să scoată la iveală sfințenia ascunsă în trăsăturile arhetipale ale poetului, și pînă și fotografiile acestei lucrări, din oricare unghi ar fi făcute, rețin un chip al lui Eminescu semănând cu Hristos.[3]
- Julia Maria Cristea: Este vorba despre statuia din „Piața România” din Montreal, a „Luceafărului poeziei românești – Mihail Eminescu” – reprezentat deplorabil, desculț, într-o lungă cămășoaie, probabil în ultimii săi ani de boală, la Socola... Cine a aprobat această blasfemie? Nu e de mirare că la inaugurarea ei, autoritățile române – președintele și ministrul culturii, au fost întâmpinați cu huidueli.[4]
- Leo: ...statuia expusă la Montreal ne arată un Eminescu marcat de boala sa mintală și îmbrăcat într-un fel de halat de spital. Pentru asta e faimos Eminescu între români? Pentru faptul c-a sfârșit nebun într-un ospiciu? Asta vrem sa arătăm noi lumii despre poetul nostru național? E ca și cum Discobolul n-ar fi fost sculptat în plin efort atletic, ci scremându-se într-o latrină.[5]